# Marcelo Méndez (allenatore)
Marcelo Rodolfo Méndez (Buenos Aires, 20 giugno 1964) è un allenatore di pallavolo ed ex pallavolista argentino di ruolo centrale, tecnico della Trentino e selezionatore dell'Argentina.

## Biografia
È il padre del pallavolista Nicolás Méndez.

## Palmarès

### Allenatore

#### Club
- Campionato argentino: 1

River Plate: 1998-1999
- Campionato spagnolo: 3

Pòrtol: 2005-2006, 2006-2007, 2007-2008
- Campionato brasiliano: 6

Sada: 2011-2012, 2013-2014, 2014-2015, 2015-2016, 2016-2017, 2017-2018
- Campionato polacco: 2

Jastrzebski Wegiel: 2022-23, 2023-24
- Torneo Súper 4: 1

River Plate: 2003
- Coppa del Re: 1

Pòrtol: 2005-2006
- Coppa del Brasile: 6

Sada: 2014, 2016, 2018, 2019, 2020, 2021
- Coppa di Polonia: 1

2024-25
- Supercoppa spagnola: 3

Pòrtol: 2005, 2007, 2008
- Supercoppa brasiliana: 3

Sada: 2015, 2016, 2017
- Supercoppa polacca: 1

Jastrzebski Wegiel: 2022
- Campionato sudamericano per club: 7

Sada: 2012, 2014, 2016, 2017, 2018, 2019, 2020
- Campionato mondiale per club: 3

Sada: 2013, 2015, 2016